# 러브 라이브!
《러브 라이브!》(일본어: ラブライブ! 라부 라이부[*], Love Live!, 스쿨 아이돌 프로젝트)는 2010년 7월부터 시작된 미소녀 잡지 전격 G's 매거진, 음악회사 란티스, 애니메이션 제작사 선라이즈의 3사 합동 아이돌 프로젝트이다. 전격 G's 매거진 2010년 8월호부터 프로젝트와 관련된 내용을 싣고 홍보하는 본격적 연재가 시작되었으며, 2010년 8월 25일 첫 정규 싱글 《僕らのLIVE 君とのLIFE》을 발매하고 데뷔하였다. 두 번째 정규 싱글 《Snow halation》을 출시한 이후 유명세를 타게 된 이후로는 음반 외에도 TV 애니메이션, 만화, 소설, 드라마 CD, 게임 등 다양한 미디어 믹스를 통해 다루어지기 시작하며 본격적인 흥행가도를 달리기 시작했다. 러브 라이브! TVA 1기는 2013년 1월부터 3월까지, 2기는 2014년 4월부터 6월까지 방영이 되었으며, 대한민국에서 애니플러스가 동시 방영을 했다. 쇼치쿠가 제작한 극장판 애니메이션 《러브 라이브! The School Idol Movie》는 2015년 6월에 개봉하였다.
러브 라이브! 관련 모바일 플랫폼 중 가장 처음으로 출시된 리듬액션 게임 《러브 라이브! 스쿨 아이돌 페스티벌》(약칭 스쿠페스)은 2013년 iOS/안드로이드 전용으로 출시되었으며 국내에는 NHN엔터테인먼트가 수입하여 그의 모바일 브랜드 토스트를 통해 출시했다. 그러나 운영 실력 미숙 등을 문제로 유저들로부터 항의가 빗발침과 동시에 유저 수가 자꾸만 줄어가고 운영할 여력이 되지 않자 결국 2016년 8월 10일자로 서비스를 종료하고 그 이후로 글로벌 서버로 서비스를 이전, 통합하여 완전히 흡수되었다. 현재 일본에서만 운영중인 푸치쿠루 러브라이브!등이 있다. 2019년에《러브라이브! 스쿨 아이돌 페스티벌 ALL STARS》(약칭 스쿠스타)가 출시되었다. 글로벌은 2020년에 출시되었다.
2015년 2월 26일부터는 '러브 라이브! 선샤인!!'이라는 새로운 아이돌의 기획이 발표되어 현재 Aqours(아쿠아)라는 이름으로 활동중이며, 2017년 12월 30일에 TV 애니메이션 2기가 완결되었다. 2017년에는 '니지가사키 학원 스쿨 아이돌 동호회'라는 새로운 아이돌 그룹이 데뷔했다. 2019년에는 극장판 《러브 라이브! 선샤인!! The School Idol Over The Rainbow》가 개봉되었다.

## 줄거리
코사카 호노카는 자신이 다니는 도쿄도 지요다구에 속한 「국립 오토노키자카 학원」을 무척이나 사랑하는 여학생이다. 입학생 부족으로 자신이 사랑하는 학교가 폐교될 위기에 처하자 그녀는 학교를 구하기로 마음먹는다. 좋은 방법을 모색하던 중 '스쿨 아이돌'에 대한 것을 접하고는 자신도 그들처럼 유명한 스쿨 아이돌이 되어서 학교를 널리 홍보하고 존속시킬 수 있으면 좋겠다고 생각하고, 자신의 단짝 친구인 미나미 코토리, 소노다 우미와 함께 μ's(뮤즈)라는 이름의 그룹을 결성한다. 이후 1학년의 코이즈미 하나요, 호시조라 린, 니시키노 마키와 3학년의 야자와 니코, 아야세 에리, 토죠 노조미를 차례로 끌어들여 9명까지 멤버를 충원하며 이후 계속해서 폐교를 저지하기 위해 많은 역경과 고난에도 굴하지 않고 학교를 홍보해 나간다.

## 등장인물

### A-RISE
UTX 고등학교의 아이돌로, 제1회 러브라이브! 대회에서 우승한 경력이 있다. 모든 매체에서 스쿨 아이돌 계의 최정상으로 묘사되며, 제 2회 러브라이브! 대회에서 출전을 하지만 같은 지구에서 예선을 펼쳤던 뮤즈에게 패하고 만다. 뮤즈와 라이벌 관계이다.
키라 츠바사 (綺羅ツバサ)
성우: 사쿠라가와 메구
A-RISE의 리더를 맡고 있으며 팀의 곡을 만드는 데에 기여하고 있다. 멤버 세 명 중 가장 최단신으로, 수치는 무려 μ's 멤버 중 최단신인 야자와 니코와 같은 154cm. TVA에서는 러브 라이브! 대회의 1차 예선 장소를 제공해주거나 호노카와 사이좋게 지내자며 번호를 교환하기도 하고 패배를 깨끗이 인정하고 호노카에게 조언을 구하려는 모습 등 μ's에 대해 상당히 호의적인 모습을 보인다. 극장판에서는 니시키노 마키를 도와 SUNNY DAY SONG을 작곡하는 데에 힘을 보탠다.
토도 에레나 (統堂英玲奈)
성우: 마츠나가 마호
A-RISE의 멤버 중 한 명. 보랏빛 장발과 왼쪽 눈 아래에 눈물점이 있으며, 팀 내 최장신. 작사를 담당하고 있다. 과묵하여 멤버들 중에서는 가장 말이 없다. 코믹스에서는 UTX 고교 학생들 중 일부가 오토노키자카를 가난한 학교라고 무시하는 등 호노카에게 모욕을 주자 그 학생들을 꾸짖고 호노카를 격려하는 모습을 보여주었다.
유우키 안쥬 (優木あんじゅ)
성우: 오오하시 아유루
주황빛을 띠는 갈색의 웨이브펌 헤어를 하고 있다. 극장판에서는 팀 내 의상 제작을 맡고 있다는 점이 밝혀졌으며 μ's의 니시키노 마키와 같이 머리를 손가락으로 자주 꼬는 모습이 나온다.

### μ's(뮤즈)
코사카 호노카 (高坂穂乃果)
성우: 닛타 에미
어릴적 꿈: 꽃집 주인
μ's의 결성을 주도한 인물로, 현재는 μ's의 리더를 맡고 있다. 이미지 컬러는 주황색. 언제나 웃는 얼굴로 항상 긍정적이고 활기참이 특징이며 항상 말보다 행동이 앞서는, 가장 전형적이고 흔한 사고뭉치형 주인공 캐릭터. 집은 호무라(ほむら)라는 이름의 화과자(만주)집을 운영하고 있으며, 소꿉친구인 우미가 이곳의 만주를 좋아한다. 정작 본인은 어려서부터 가업을 도우며 만주, 특히 팥 앙금이 들어간 것을 많이 먹어서 팥소가 들어간 것이라면 뭐든 질색한다. 대신, "오늘도 빵이 맛있네-!"라는 말을 자주 하거나 '빵노카'라는 별칭이 한국 팬덤 사이에서 붙었을 정도로 빵을 굉장히 좋아하는 모습을 보인다. 취약 과목은 수학. 애니 기준으로 구구단을 못외우는 것 같다. 여동생이 에리의 여동생이랑 친구다.

아야세 에리 (絢瀬絵里)
성우: 난죠 요시노
하루토 레이의 소꿉친구이며 국립 오토노키자카 학원 학생회의 학생회장. 이미지 컬러는 하늘색. 할머니가 러시아인인 러시안 쿼터로 금발에 벽안을 하고 있으며,러시아 단어 "Хорошо"(하라쇼, xərɐˈʂo. "대단하다"라는 의미)를 자주 말하는 습관이 있다.가장 큰 키에 좋은 몸매와 외모, 명석한 두뇌를 지녔다. 개인 SID에서와 전격 G's 매거진에서 공개된 설정에는 전교생들에게 인기 만점이라는 설정이 부각되며, TVA에서는 어려서부터 발레를 해 온 적이 있어 춤의 기본기가 제대로 다져져 있음을 멤버들에게 인정 받아 안무 코치로 발탁되는 등 여러모로 팔방미인적인 캐릭터성이 더욱 부각되었다. 악세사리를 만드는게 취미이며 가장 자신있는 요리는 러시아의 전통 요리인 보르시치. 대다수의 매체에서 초반에 호노카에 대립각을 세우며 스쿨 아이돌 그룹 결성에 반대하는 역할로 등장한다. 여동생이 호노카의 여동생이랑 친구다.

소노다 우미 (園田海未)
성우: 미모리 스즈코
호노카의 소꿉친구이다. 이미지 컬러는 파란색. 현재는 μ's의 서브리더를 맡고 있다. 그리고 호노카의 서포터이다. 이전부터 궁도부에 소속되어 활을 잘 쏘기로 유명했다. 또한, 집안에서 일본 전통 무용을 전수받거나 주기적으로 검도 수련을 하는 등 전통을 고수하고 엄격히 예절을 지키는 집안의 딸로, 처음에는 아이돌을 경박하고 부끄러운 것이라고 여겨 아이돌을 같이 하자는 호노카의 제안을 마다했다. 하지만 이후 호노카의 진심과 깊은 뜻, 그리고 진정 아이돌을 하고 싶어하는 본인의 솔직한 마음을 깨달은 뒤에는 아이돌 활동에 동참한다. μ's의 곡들에 쓰일 가사를 쓰는 작사 일을 담당하고 있다.

미나미 코토리 (南ことり)
성우: 우치다 아야
어릴적 꿈: 유치원 선생님
호노카의 소꿉친구로, 차분하고 상냥한 성격이다. 이미지 컬러는 회색(하얀색). 본인의 장점으로는 유연함을 꼽고 있으며 본인이 센터를 맡은 μ's의 5번째 정규 싱글 'Wonderful Rush'에서는 다리를 옆으로 한껏 뻗어 올리는 안무나, TVA에서 옥상에 모여 다같이 스트레칭 할 때 멤버들 중 유일하게 발이 어깨에 닿는 모습을 보여주는 등 이러한 설정이 여기저기 많이 반영된다. 또한, 프로젝트 초창기 당시만 해도 혼자 음란한 망상을 잘 한다는 설정이 있었으나 이는 갈수록 약해지다가 TVA부터는 딱히 부각되는 면이 없어져버렸다. 아이돌이 되어 학교를 홍보하고 지키자는 호노카의 제안에 가장 먼저 동의했으며 이전부터 의상 제작에 재능이 있어서 μ's의 무대에 쓰일 의상을 제작하는 일을 담당한다. 어머니는 폐교를 막기 위해 국립 오토노키자카 학원의 이사장직으로 들어와 있다.

호시조라 린 (星空凛)
성우: 이이다 리호
밝고 활발하며, 몸을 움직이는 것이라면 뭐든지 좋아하는 운동계 소녀. 이미지 컬러는 노란색. 말 끝에 항상 "~냐"를 붙인다. 하나요의 소꿉친구로 그녀를 이전부터 자주 '카요찡'이라고 불러왔다. 짧은 단발머리와 운동을 좋아하는 등 대체로 보이시하고 남성적인 분위기를 풍긴다는 것으로 자주 놀림거리가 되었던 것이 징크스가 되어 본인은 아이돌 같은 건 전혀 어울리지 않는다며 부정한다. 그러나 이전부터 쭉 다른 평범한 여자아이들처럼 귀엽고 사랑스럽게 보여지고 싶다는 것을 쭉 소망해왔다는 걸 깨닫고는 징크스를 극복한다. 취약 과목은 영어.

코이즈미 하나요 (小泉花陽)
성우: 쿠보 유리카
어릴적 꿈: 아이돌
린의 소꿉친구. 이미지 컬러는 연두색(초록색). 내성적이고 온순, 소심한 성격이지만 이전부터 아이돌에 동경을 품으며 아이돌이 되기를 꿈꿔왔다. 그러다가 호노카와 동년생인 린, 마키가 등을 떠밀어주고 이에 처음으로 용기를 내 아이돌이 되겠다고 결심하며 입부한다. 아이돌에 관한 굿즈, 정보 등에는 눈이 돌아가며 누구보다도 빠삭하고 재빠른 모습을 보여준다. 흰 쌀밥을 가장 좋아한다.

니시키노 마키 (西木野真姫)
성우: Pile
어릴적 꿈: 의사
노래와 피아노가 특기인 소녀로, 재벌 집안의 딸이다. 아버지가 니시키노 병원의 원장. 이미지 컬러는 빨간색. 고고하고 도도한 성격에 미모 역시 빠지지 않고 성적 역시 우수하며 아버지를 따라 의사가 되는 것이 꿈이다. μ's의 활동 중 일반적으로 학생들이 감당할 수 없는 수준의 금액이 들어간다거나 하는 것은 모두 니시키노 집안의 도움을 받아 해결하는 모습이 주로 포착된다. 음악을 잘 하는 본인의 재능을 살려 μ's의 작곡을 담당하고 있다. 자신의 감정에 솔직하지 못하다. 노조미는 이걸 잘 이용하는 듯. 애니메이션 2기 2화에서는 아직도 아빠를 파파라고 부르거나 산타를 믿는 순수한 모습을 보여줬다.

토죠 노조미 (東條希)
성우: 쿠스다 아이나
국립 오토노키자카 학원 학생회의 학생회 부회장. 이미지 컬러는 보라색. 근처 신사인 칸다묘진에서 무녀 옷을 입고 아르바이트로 일을 하고 있으며, 관서 사투리(칸사이벤)를 쓰며 뮤즈 멤버들의 가슴을 주무르는 모습을 자주 보여준다.자주 타로 카드를 꺼내 점을 치며, "스피리츄얼하네"라거나 "카드가 그랬다 아이가"라고 하는 것이 말버릇인 등 상당히 신(神)이나 운, 혹은 점과 관련된 것 등에 관심이 많다. 코사카 호노카, 미나미 코토리, 소노다 우미의 3인 체제로 결성된 초기의 μ's를 보고 그녀들을 여러모로 뒤에서 도우며 9인의 결성을 도모했다.흔히,한국 팬덤 사이에서 "논땅"이라는 별명으로 통한다.

야자와 니코 (矢澤にこ)
성우: 토쿠이 소라
어릴적 꿈: 아이돌
니코니코니를 본인의 아이덴티티로 내세우고 있는 3학년 학생. 이미지 컬러는 분홍색. 흑발에 리본으로 양쪽 머리를 딴 양갈래 머리. 3학년이지만 멤버들 중 키가 가장 작고 전체적으로 어려보이는 스타일 때문에 자주 다른 멤버들로부터 놀림을 받는다. 뮤즈의 활동 부서인 아이돌 연구부를 책임지는 부장이자 누구보다도 아이돌에 대한 지식과 열의가 깊은 아이돌 지망생이다. 애니메이션 기준으로 성적이 나쁜 듯하다.거주지는 도쿄도 주택공급공사 쇼헤이바시 빌딩이므로 지금은 철거되어 유료 주차장으로 바뀌었다.

### 니지가사키 학원 스쿨 아이돌 동호회
2017년 6월에 데뷔한 스쿨 아이돌 그룹. 약칭은 니지가쿠/니지동이다.
- 우에하라 아유무

- 나카스 카스미

- 오사카 시즈쿠

- 아사카 카린

- 미야시타 아이

- 코노에 카나타

- 유키 세츠나/나카가와 나나

- 엠마 베르데

- 텐노지 리나

- 미후네 시오리코

- 아나타(당신)/타카사키 유우

### 기타

#### 호노카의 가족
코사카 유키호
성우: 토야마 나오
코사카 호노카의 여동생으로, TVA에서는 중학교 3학년으로 등장하며, 처음에는 UTX 고등학교에 입학 원서를 넣으려고 했으나, 이후 오토노키자카 학원에 입학신청을 한다. 아야세 에리의 동생인 아야세 아리사와 친한 친구 사이이다. 항상 언니의 행동 하나하나가 걱정스럽고 위태로워보인다. 언니에게 매일 잔소리한다.
호노카의 엄마
성우: 아사노 마스미
코사카 호노카, 코사카 유키호 자매의 어머니로 화과자 가게 '호무라'를 운영 중이다. 호노카 덕에 매상이 올라 좋아한다.
호노카의 아빠
성우: 없음
TVA에서 등장하는 호노카의 아빠. 목소리와 얼굴은 나오지 않으나 딸의 노래를 듣곤 눈물을 흘리거나 μ's의 러브 라이브! 대회의 최종 결선장에 직접 가서 사이륨을 들고 응원하는 등 딸을 전폭적으로 지지하는 모습이 묘사된다.

#### 에리의 가족
아야세 아리사 
성우: 사쿠라 아야네
아야세 에리의 여동생으로, TVA에서는 중학교 3학년으로 등장하며, 이후 유키호랑같이 오토노키자카 학원에 입학신청을 한다. 코사카 호노카의 동생인 코사카 유키호와 친한 친구 사이이다.

#### 코토리의 가족
코토리의 엄마
성우: 히다카 노리코
국립 오토노키자카 학원의 폐교를 막기 위해 들어온 이사장이다. 그러나 TVA에서는 학원의 폐교 결정을 단행하여 μ's의 결성에 간접적인 영향을 미친다. 추가로, 마키의 엄마와는 아는 사이인 것으로 묘사된다.

#### 마키의 가족
마키의 엄마
성우: 이노우에 키쿠코
마키의 어머니로 마키의 아버지와 마찬가지로 같은 직종에 종사하고 있다. TVA에서는 마키의 아이돌 활동과 μ's에 대한 호의적인 모습을 비추며 전폭적으로 지지한다. 또한, 미나미 코토리의 어머니와 아는 사이라는 설정도 추가되었다. 허나 코믹스에서는 정반대로 마키가 속물이라고 표현하는 등 부정적으로 묘사된다.
마키의 아빠
성우: 없음
니시키노 병원의 원장인 마키의 아버지로, TVA와 극장판 등 애니메이션 시리즈에서는 마키에게 μ's 멤버들과 같이 쓰라며 별장을 흔쾌히 내어주거나, 딸에게 아직도 산타가 있다는 사실을 믿게 한다거나 마키를 공항에 차로 직접 데려다 주고는 답례로 딸에게 뽀뽀를 받는 등 여러모로 자상한 아버지로 묘사된다. 코믹스에서는 마키의 어머니와 마찬가지로 부정적인 모습으로 묘사된다. 소설판 SID에서도 어린 시절 피아노 경연에서 2등을 한 마키에게 1등을 못했음을 아쉬워하며, '마키는 다른 건 못해도 공부만 잘하면 된다'라고 말을 해 본의 아니게 마키에게 상처를 주거나 그녀의 성적 하락 원인을 μ's의 활동 때문이라고 치부하고 활동 금지 명령을 내리기도 한다.

#### 니코의 가족
니코의 엄마
성우: 미츠이시 코토노
야자와 니코의 엄마. TVA에서는 아이 4명을 키우기 위해 고군분투하는 싱글맘으로 묘사되며, 2기의 마지막화에 잠깐 등장해 '니코니코니'를 시전하기도 했다.
야자와 코코로
성우: 토쿠이 소라
야자와 니코의 여동생으로 긴 흑발에 끝이 쳐진 눈매를 지니고 있다. TVA에서는 왼쪽 머리만을 묶고 있는 모습이다. 언니인 야자와 니코의 거짓말을 사실로 믿어 그녀가 톱스타이며 μ's 멤버들을 백댄서라고 오해하고 있고, 모두에게 존댓말을 쓰는 예의바른 모습을 보여주었다. 코믹스 SID에서는 야자와 코코아와는 쌍둥이 관계로 등장하며 니코를 '오네사마 (お姉さま)'라는 극존칭으로 부른다.
야자와 코코아
성우: 토쿠이 소라
야자와 니코의 여동생이다. 코코로와는 대조적으로 눈매가 올라가 있다. TVA에서는 갈색 머리를 지닌 것으로 묘사되며 코코로와 반대쪽인 오른쪽의 머리만을 묶고 있다. SID 코믹스에서는 흑발을 지닌 것으로 묘사되며, 야자와 코코로와 쌍둥이 관계로 등장한다.
야자와 코타로
성우: 토쿠이 소라
TVA에서만 등장하는 야자와 니코의 남동생으로, 4남매 중 막내이자 유일한 남자이며, 코에 항상 콧물을 달고 다닌다. TVA에 등장한 남자 캐릭터 중 유일하게 이름이 밝혀진 캐릭터이다.

#### 그 외
알파카
성우 - 무기호 안나
암수 한 마리씩 존재하며 이전부터 줄곧 국립 오토노키자카 학원에서 사육되고 있다. 흰색이 수컷, 갈색이 암컷이다. TVA에서는 에리가 갈색의 암컷 알파카를 무서워하는 모습을 보이며 코토리가 흰색의 수컷 알파카를 좋아한다.

시이타케
성우 - 무기호 안나
타카미 치카의 집인 여관 '토치만'에서 기르는 개로, 시이타케는 일본어로 표고버섯을 뜻하며 목줄에 표고버섯이 그려진 장식이 달려있다. TVA에서는 주로 치카의 둘째 언니인 미토와 함께 있는 모습으로 자주 등장하며 개를 무서워하는 리코를 잘 쫓아다닌다.

와타아메
성우 - 무기호 안나
러브 라이브! 선샤인!! TVA 1기 6화에서 Aqours 멤버들이 갔던 카페에서 기르는 조그마한 강아지이며, 이름과 외관은 본 프로젝트의 캐릭터 디자이너인 무로타 유헤이가 집에서 기르는 개 두마리 '와타'와 '아메'에게서 따왔다.
앙코
성우 - 무기호 안나
러브 라이브! 선샤인!! TVA 2기 5화에서 요시코가 길에서 발견한 주인을 잃은 강아지이다. 이에 라이라프스라는 이름을 붙이고 먹이를 주며 돌보지만 자신의 집이 동물금지인 연유로 오래 데리고 있을 수 없던 참에 그녀의 어머니가 두고 간 물건을 대신 전해주러 온 리코에게 맡긴다. 이후 돌보며 정이 든 리코는 녹턴이라는 이름까지 붙여가며 서서히 자신이 무서워하던 존재인 개에게 마음의 문을 열게 되며 5화 막바지에는 개에 대한 두려움을 완전히 극복하게 되는 계기를 마련해준다. 이후 다시 원래 주인에게로 돌아갔다. 모티프가 된 동물은 μ’s의 총작화감독인 니시다 아사코가 기르는 개.

## 역사
아스키 미디어 웍스의 전격 G's 매거진이 발행된 이래로, 잡지 편집자들은 만화를 읽는 독자들이 내용을 결정할 수 있는 독자 참여형 게임을 주최해 왔다. 이 프로젝트는 "전격 G's 매거진" 2010년 7월 호에 처음 발표되었는데, 잡지는 공동 제작을 위해서 애니메이션 스튜디오 선라이즈와 음악 레이블 란티스(Lantis) 사와 협력을 할 거라고 밝혔다. 이 프로젝트는 공식적으로 전격 G's 매거진 2010년 8월호에서부터 연재하기 시작했는데, 캐릭터와 프로젝트에 대한 더 자세한 설명을 소개했다. 이야기의 원래 계획은 키미노 사쿠라코에 의해 작성되었는데, 키미노는 전격 G's 매거진에 특화된 러브라이브를 위한 단편을 쓰기도 했다. 캐릭터 디자인과 그림은 무로타 유헤이가 맡았다.
2010년 8월부터 시작해서 온라인 휴대전화 인기 대회는 캐릭터의 순위를 정하기 위해 정기적으로 열렸는데, 이 순위에 따라 선라이즈가 만드는 애니메이션 뮤직 비디오에서의 아이돌의 위치가 정해진다. 예를 들어, 정해진 인기 대회에서 1위를 차지한 아이돌은 다음에 나오는 뮤직 비디오에서 맨 앞줄 가운데 위치에 놓여지게 될 것이다. 다른 여론조사 또한 아이돌의 다른 측면, 즉 머리 스타일과 복장 같은 것을 결정하는 데에 사용되었다. 전격 G's 매거진의 2010년 12월호부터 시작해서, 독자는 아이돌 그룹의 이름을 결정할 여론조사에 참여했다. 편집자들이 이를 가장 인기가 많은 다섯 개 이름을 좁힌 뒤에, 독자들은 마지막으로 투표를 했고 결국 이름은 μ's로 결정되었다. Printemps와 BiBi, lily white, 러브 라이브 선샤인!의 CYaRon!, AZALEA, Guilty Kiss라는 유닛명을 정할 때에도 같은 투표 방법을 사용하였다.
다양한 매체로 프로젝트를 전개하면서 전국적인 인기를 끌게 되었고 다양한 노래 등이 음반으로 출시되었다. 이러한 인기에 힘입어 μ's는 2015년 NHK의 홍백가합전에 애니메이션 2기 오프닝인 "그것은 우리들의 기적"(それは僕たちの奇跡)으로 출전하였다.
2015년 12월 5일 30분 분량의 스페셜 프로그램에서, 러브라이브！μ's Final LoveLive!〜μ’sic Forever♪♪♪♪♪♪♪♪♪〜 의 일환으로 μ’s Final　LoveLive!를 2016년 3월 31일과 4월 1일에 도쿄 돔에서 개최하고, 2016년 3월 2일에 파이널 싱글을 발매하며, 그 외에도 다양한 상품들을 발매한다고 밝혔다. μ's가 더 이상 활동을 하지 않을 것이라는 소문이 널리 퍼졌지만 Crunchyroll의 미키카즈 코마츠는 러브라이브! 선샤인!!의 게스트 등으로 계속 활동할 가능성이 없지는 않다고 언급했다. 홍백가합전 이틀 전에 있었던 기자회견에서 코사카 호노카 역의 닛타 에미는 "파이널 라이브는 단독 공연의 마지막은 맞지만 더 이상 콘서트 자체가 없다는 의미는 아니다"라고 밝혔다.

## 인쇄물
키미노 사쿠라코가 쓰고 토키타 아루미가 그림을 그린 러브라이브의 만화화는 전격 G's 매거진의 2012년 1월 호에 연재를 시작했다. 첫 번째 단행본은 2012년 9월 27일에 발매되었으며, 두 번째 단행본은 2013년 6월 27에 발행되었다. "러브 라이브! 스쿨 아이돌 다이어리"라는 두번째 만화는 키미노 사쿠라코가 쓰고 오다 마사루가 그림을 그렸는데, "진격 G's 코믹"의 2014년 6월호부터 연재를 시작했다.
"러브 라이브! 스쿨 아이돌 다이어리"라는 라이트 노벨은 키미노 사쿠라코가 썼고, 무로타 유헤이, 오토노 나츠, 키요세 아카메가 그린 일러스트가 포함되어 있다. 아스키 미디어 웍스는 2013년 5월 30일부터 2014년 4월 5일까지 9권을 발행하였다.

## 애니메이션
13화 분량의 애니메이션 시리즈로 선라이즈가 제작했고 쿄고쿠 타카히코가 감독을 맡았다. 2013년 1월 6일부터 3월 31일까지 도쿄 MX에서 방송되었으며 Crunchyroll에서도 동시방영되었다. 대한민국에서는 애니플러스에서 2013년 1월 10일부터 방영하기 시작했다. 북미에서는 판권을 NIS America가 가졌다. 애니메이션 제 1기의 오프닝 테마는 "우리는 지금 속에서"(일본어: 僕らは今のなかで "Bokura wa Ima no Naka de"[*])였고, 엔딩 테마는 "분명 청춘이 들려올거야"(일본어: きっと青春が聞こえる Kitto Seishun ga Kikoeru[*])였다. OVA의 경우 2013년 11월 27에 발매되었다. 러브라이브의 제 2기의 경우 2014년 4월 6일부터 도쿄 MX에서 방영되는데 TV 아이치, 요미우리 TV, BS11에서도 방영중에 있으며, 북미에서는 Crunchyroll에서 동시 방영중에 있다. 애니메이션 제 2기의 오프닝은 "그것은 우리 모두의 기적"(일본어: それは僕たちの奇跡)이고, 엔딩곡은 "언제까지라도 계속"(일본어: どんなときもずっと)이다. 또한, 대한민국에서는 2014년 4월부터 7월까지 애니메이션 2기를 애니플러스에서 동시 방영했다. 제 1기의 블루레이 디스크는 2014년 9월 2일에 발매되었다.

## 게임
《러브라이브! 스쿨 아이돌 페스티벌》은 KLab Games가 개발하고 부시로드가 유통해 그의 자회사인 부시모가 운영 및 관리를 맡고 있는 리듬액션&어드벤처 게임이며, 러브라이브!의 첫 모바일 플랫폼 출시 게임이다. 《러브라이브!》의 멤버들이 자신들의 학교에 전학 온 다른 전학생을 모집한다는 설정 하에서 이루어지며, 플레이어는 자신이 가지고 있는 카드 중 9장을 골라 팀을 편성한 후 이것으로 곡을 플레이할 수 있다. 또한 게임 내 게임머니의 존재인 러브카스톤, 그리고 티켓 등의 아이템을 이용한 카드 뽑기 요소를 차용하고 있다. 이 외에도 자신의 랭크를 올리거나 특정 퀘스트를 완수하는 것으로 해당 게임의 스토리의 주축이 되는 메인스토리의 내용도 하나씩 열어 감상할 수 있으며, 이 메인스토리의 진행과는 별개로, 카드 별로 '인연 수치'라고 불리는 포인트를 다 채우는 것으로 해당 카드 캐릭터와의 사이드 스토리라고 불리는 부차적인 스토리 역시 감상할 수 있다. 또한, 주역이 되는 캐릭터의 성우들이 모두 녹음에 참여하여 모든 스토리와 카드의 스킬 발동음 및 캐릭터의 대사 등은 모두 음성 지원이 된다. 모두 무료로 즐길 수 있으나, 특정 캠페인이나 행사를 기념하거나 입문자를 위하여 판매하는 아이템 묶음 세트나 러브카스톤 등은 현금으로 살 수 있는 등 부분 유료화되어 있다. iOS 기기를 위한 버전은 일본에서 2013년 4월 15일에 발매되었다. 안드로이드 기기를 위한 버전도 발매되었다. 2014년 5월 11일에 영어로 지역화되어 전 세계에서 iOS와 안드로이드 용으로 발매되었으며, 대한민국 뿐만 아니라 중국, 홍콩, 타이완에서로 지역화가 이루어졌다. 대한민국의 경우 NHN 엔터테인먼트가 2014년 6월 26일 안드로이드 용으로 발매했으며, 이후 글로벌 서비스로 서비스권을 넘겨주며 통합, 흡수되었다. 공식 약칭은 《스쿠페스》.
《러브 라이브! School idol paradise》는 PS Vita용 비디오 게임으로 DINGO Inc.이 개발, 카도카와 게임즈에서 발매한 라이브 크리에이트 액션 장르의 게임이다. Vol.1 Printemps Unit, Vol.2 BiBi Unit, Vol.3 lily white Unit의 유닛별로 묶은 세 버전으로 나뉘어 2014년 8월 28일 발매되었으며, 초회한정판에는 각 볼륨별 타이틀이 되는 유닛 멤버들의 넨도로이드 푸치가 특전으로 동봉된다. 전체적인 인터페이스는 게임의 주 스토리를 진행해 나갈 수 있는 스토리 모드, 악곡과 의상을 고를 수 있는 디스커션 모드, 게임의 주축인 리듬 게임을 즐기는 라이브 모드로 구성되며, 일본에서 발매 첫 주에 88,169매가 판매되었다. 스쿠페스와 마찬가지로 스토리와 발동 대사 등이 모두 음성 지원되며, 라이브 장면은 모두 3D를 이용하였고 수록된 곡은 모두 풀버전으로 수록되어 있다. 발매 전부터 논란에 시달려왔으며 이후에도 역시 게임성 부족, 긴 로딩 시간과 현저히 퀄리티가 떨어지는 3D 모델링 등으로 많은 비판을 받았다. 이것을 증명하기라도 하듯 러브 라이브! 관련 게임들 중 판매 실적 역시 가장 부진한 모습을 보여주었다. 공식 약칭은 《스쿠파라》.
《러브라이브! 스쿨 아이돌 콜렉션》은 부시로드에서 개발해 2016년 3월 18일 발매한 러브 라이브!의 트레이딩 카드 게임(TCG)이다. 발매되는 카드 팩을 구입하면 그 안에 들어있는 카드로 게임할 수 있는 형식이다. 주로 발매가 결정된 달의 세 번째 금요일 날 발매되는 일이 가장 많으며, 구성은 발매되는 각 볼륨(팩의 버전)마다 기본 84종에 특별 카드가 추가되고 있다. 공식 약칭은 《스쿠코레》.
《러브라이브! 스쿨 아이돌 페스티벌 ~after school ACTIVITY~》는 KLab Games가 개발하고 SQUARE ENIX가 유통을 맡아 2016년 12월 6일 출시한 리듬게임이다. 러브 라이브! 관련 게임들 중 유일한 아케이드 플랫폼 출시 게임이며, 스쿠페스의 아케이드 버전이다. 타이토 Type X를 기판으로 삼고 있으며 네트워크 역시 타이토 운영의 전용 대응 네트워크 시스템인 NESiCA를 사용하고 있다. 기기는 크게 게임 기기와 뽑기 기기의 두 가지로 나뉘어 있으며, 게임 기기에서는 본 게임의 가장 주축이 되는 리듬게임을 플레이하거나 플레이어 정보를 관리하고 센터에 세울 카드를 고르거나 의상을 선택할 수 있으며, 뽑기 기기에서는 카드 뽑기나 뽑은 카드를 실물로 프린팅할 수 있다. 스쿠페스, 스쿠파라와 마찬가지로 멤버들의 대사가 전부 음성 지원되며, 곡을 플레이하며 노트를 칠 때 뒷배경으로 3D 모델링된 멤버들의 라이브 장면이 흘러나온다. 노트를 치려면 기기에 배치된 반원 모양으로 나열된 9개의 물리적 버튼을 통해 터치해야 하며, 모바일 스쿠페스로는 처리가 불가능했던 3개 이상의 동시치기 패턴이 등장할 수 있게 되어 이곳에 적용된다. 일본 대부분의 전자상가의 게임 코너 혹은 오락실에서 즐길 수 있도록 전용 기기가 비치되어 있으며, 해외에는 아직 수출 전적이 없다. 일본판 한정으로 스쿠페스와의 연동 기능 또한 지원된다. 공식 약칭은 《스쿠페스 AC》이다. 유일하게 한국 팬덤에서만은 공식 약칭보다 《아케페스》라는 약칭이 더 자주 쓰인다. 이전까지는 μ's 멤버들만 등장했으나 2017년 10월 20일자로 Aqours의 합류가 결정되었다는 소식이 발표되었다.
《러브라이브! 스쿨 아이돌 페스티벌 ALL STARS》는 KLab Games가 개발하고 부시로드가 유통을 맡아 그의 자회사인 부시모가 운영 및 관리를 맡을 예정인 리듬액션&어드벤처 게임으로, 러브 라이브! 프로젝트에서 출시하는 게임 역사상 최초로 모바일과 아케이드 두 가지 플랫폼을 지원할 예정이다. 2017년 9월 21일, 도쿄 게임 쇼에서 가진 스쿠페스 신정보 발표회에서 해당 게임의 소개와 상세, 제작 기획이 발표되었으며 발매년도는 2018년으로 잡고 있다는 것이 공개되었다. '최강 최고의 아이돌 게임'이 본 게임의 전체적인 모토이며, 주축이 되는 스토리의 컨셉은 '모두와 이루어가는 이야기'라고 한다. μ's, Aqours, 니지가사키 스쿨 아이돌 동호회의 회원들과 기타 다른 여러 스쿨 아이돌들의 동시 참전이 확정됨과 동시에 음성 역시 새로 지원된다고 한다. 스쿨 아이돌들의 포메이션 댄스를 재현하는 3D CG와 새로운 라이브 시스템, 아이돌 육성 기능이 들어가는 등 이전에 없었던 새로운 요소들의 등장 발표가 속속 확정지어졌다. 또한, 스쿠페스와도 스쿠페스 ID를 이용해 연동할 수 있는 기능도 추가될 예정이다. 공식 약칭은 《스쿠스타》. 대한민국에서는 2020년 2월 20일에 출시되었다.
《푸치구루 러브라이브!》는 Pokelabo에서 개발 예정인 탭 퍼즐 장르의 게임으로, μ's와 Aqours의 푸치 네소베리 인형인 '푸치구루'가 등장하는 게임이라고 한다. 신주쿠역에는 두 그룹의 멤버 18명의 네소베리를 이용한 홍보 부스를 만들어 놓았으며 관련된 공개 이미지들의 네소베리에는 모두 이전까지 없었던 홍채색 또한 새롭게 채색되었다. 출시일은 아직 결정되지 않았다. 공식 약칭은 《푸치구루》.

## 디스코그래피
러브 라이브! 프로젝트에서는 인기 투표를 통해 각 멤버들의 포지션을 결정하여 PV와 같이 발매되는 정규 싱글 이 외에도 다양한 음반들을 발매한다. μ’s는 Printemps(호노카, 코토리, 하나요), lily white(우미, 린, 노조미), BiBi(에리, 마키, 니코), Aqours는 CYaRon!(치카, 요우, 루비), AZALEA(카난, 다이아, 하나마루), Guilty Kiss(리코, 요시코 마리)로 멤버들을 세 명씩 세 유닛으로 나누어 각각의 개별 유닛 싱글도 출시한다. 학년이나 유닛에 관계 없이 두 명, 세 명으로 일시적 팀을 결성해 부른 듀오트리오 싱글도 발매하며, 부속 컨텐츠인 게임 《러브라이브! 스쿨 아이돌 페스티벌》, 《러브라이브! 스쿨 아이돌 파라다이스》와의 콜라보 싱글이나 독자가 직접 참여하여 가사부터 의상, 안무를 결정하는 독자 참여형 음반과 애니메이션의 삽입곡을 수록한 TVA 삽입곡 싱글도 출시한다. 이 외에도 2인 이상이 부른 곡은 각 멤버가 솔로로 부른 버전을 수록하여 출시하는 멤버별 솔로 앨범인 Solo Live!와 이전에 개별 앨범으로 나뉘어 출시했던 곡들을 한데 모아 출시하는 Best Live Best Album, 그리고 애니메이션 시리즈의 BD를 사면 주는 보너스 개념의 특전 음반도 발매하는 등 다양한 성격의 음반을 발매한다.

### μ’s
| 제목 | 아티스트 | 발매일           | 오리콘 최고 랭킹 | 수상     | 참고 |
| --- | --- | ---------------- | ---------------- | -------- | --- |
| 우리들의 LIVE 너와의 LIFE(僕らのLIVE 君とのLIFE)                                                              | μ’s | 2010년 8월 25일  | 167              |          | μ’s Debut Single                                                                                          |
| Snow halation                                                                                                 | μ’s | 2010년 12월 22일 | 74               |          | μ’s 2nd Single                                                                                            |
| Love marginal                                                                                                 | Printemps | 2011년 5월 25일  | 85               |          | Printemps Debut Single                                                                                    |
| 다이아몬드 프린세스의 우울(ダイヤモンドプリンセスの憂鬱)                                                      | BiBi | 2011년 6월 22일  | 79               |          | BiBi Debut Single                                                                                         |
| 모르겠어 Love*가르쳐줘 Love(知らないLove*教えてLove)                                                          | lily white | 2011년 7월 27일  | 81               |          | lily white Debut Single                                                                                   |
| 여름빛 미소로 1, 2, Jump!(夏色えがおで1,2,Jump!)                                                              | μ’s | 2011년 8월 24일  | 62               |          | μ’s 3rd Single                                                                                            |
| 꼬옥 껴안고 "love"로 접근 중!(もぎゅっと"love"で接近中!)                                                      | μ’s | 2012년 2월 15일  | 31               |          | μ’s 4th Single                                                                                            |
| Mermaid festa vol.2 ~Passionate~                                                                              | 코사카 호노카(닛타 에미), 호시조라 린(이이다 리호) | 2012년 4월 25일  | 57               |          | 듀오&트리오 싱글 1                                                                                        |
| 소녀식 연애 학원(乙女式れんあい塾)                                                                            | 토죠 노조미(쿠스다 아이나), 야자와 니코(토쿠이 소라) | 2012년 5월 23일  | 64               |          | 듀오&트리오 싱글 2                                                                                        |
| 고백하기 좋은 날, 이에요!(告白日和、です!)                                                                    | 미나미 코토리 (우치다 아야),코이즈미 하나요 (쿠보 유리카) | 2012년 6월 27일  | 43               |          | 듀오&트리오 싱글 3                                                                                        |
| soldier game                                                                                                  | 아야세 에리 (난죠 요시노), 소노다 우미 (미모리 스즈코), 니시키노 마키 (Pile) | 2012년 7월 25일  | 38               |          | 듀요&트리오 싱글 4                                                                                        |
| Wonderful Rush                                                                                                | μ’s | 2012년 9월 5일   | 30               |          | μ’s 5th 싱글                                                                                              |
| 러브라이부 라디오 과외 활동 니코린파나 테마송 DJ CD (ラブライ部 ラジオ課外活動にこりんぱな テーマソングDJ CD) | 호시조라 린(이이다 리호), 코이즈미 하나요(쿠보 유리카), 야자와 니코(토쿠이 소라) | 2012년 10월 17일 | 73               |          | 라디오 테마송                                                                                             |
| 우리들은 지금 속에서(僕らは今のなかで)                                                                        | μ’s | 2013년 1월 23일  | 12               |          | TVA 1기 오프닝                                                                                            |
| 분명 청춘이 들려올 거야(きっと青春が聞こえる)                                                                 | μ’s | 2013년 2월 6일   | 8                |          | TVA 1기 엔딩                                                                                              |
| 나아가→Tomorrow(ススメ→トゥモロウ)/STARTS:DASH!!                                                              | 코사카 호노카 (닛타 에미), 미나미 코토리 (우치다 아야), 소노다 우미 (미모리 스즈코) | 2013년 2월 20일  | 11               |          | TVA 1기 삽입곡                                                                                            |
| 이제부터의 Someday (これからのSomeday)/Wonder Zone                                                            | 코사카 호노카 (닛타 에미), 미나미 코토리 (우치다 아야), 소노다 우미 (미모리 스즈코), 호시조라 린 (이이다 리호), 니시키노 마키 (Pile), 코이즈미 하나요 (쿠보 유리카), 야자와 니코 (토쿠이 소라)/μ’s | 2013년 3월 6일   | 7                |          | TVA 1기 삽입곡                                                                                            |
| No brand girls/START:DASH!!                                                                                   | μ’s | 2013년 4월 3일   | 5                |          | TVA 1기 삽입곡                                                                                            |
| 미열에서 Mystery (微熱からMystery)                                                                            | lily white | 2013년 6월 26일  | 4                |          | lily white 2nd Single                                                                                     |
| Cutie Panther                                                                                                 | BiBi | 2013년 7월 24일  | 8                |          | BiBi 2nd Single                                                                                           |
| Pure girls project                                                                                            | Printemps | 2013년 8월 21일  | 10               |          | Printemps 2nd Single                                                                                      |
| Music S.T.A.R.T!!                                                                                             | μ’s | 2013년 11월 27일 | 5                |          | μ’s 6th 싱글                                                                                              |
| 보물들 (タカラモノズ)/Paradise Live                                                                           | μ’s | 2014년 1월 29일  | 4                | JP: Gold | 《러브 라이브! 스쿨 아이돌 페스티벌》다운로드 수 100만 돌파 기념 콜라보 싱글                              |
| 그것은 우리들의 기적 (それは僕たちの奇跡)                                                                     | μ’s | 2014년 4월 23일  | 3                | JP: Gold | TVA 2기 오프닝                                                                                            |
| 어떤 때라도 계속 (どんなときもずっと)                                                                         | μ’s | 2014년 5월 8일   | 2                |          | TVA 2기 엔딩                                                                                              |
| 꿈의 문 (ユメノトビラ)                                                                                        | μ’s | 2014년 5월 28일  | 3                |          | TVA 2기 삽입곡                                                                                            |
| Love wing bell/Dancing stars on me!                                                                           | 아야세 에리 (난죠 요시노), 호시조라 린 (이이다 리호), 니시키노 마키 (Pile), 토죠 노조미 (쿠스다 아이나), 코이즈미 하나요 (쿠보 유리카), 야자와 니코 (토쿠이 소라)/μ’s                              | 2014년 6월 11일  | 3                |          | TVA 2기 삽입곡                                                                                            |
| KiRa-KiRa Sensation! / Happy maker!                                                                           | μ’s | 2014년 7월 9일   | 3                |          | TVA 2기 삽입곡                                                                                            |
| Shangri-La Shower                                                                                             | μ’s | 2014년 10월 1일  | 5                |          | 《러브 라이브! 스쿨 아이돌 파라다이스》 발매 기념 콜라보 싱글                                             |
| 영원 프렌즈 (永遠フレンズ)                                                                                    | Printemps | 2014년 10월 29일 | 6                |          | Printemps 3rd Single / 《러브 라이브! 스쿨 아이돌 페스티벌》 일본 유저 수 300만 돌파 기념 콜라보 싱글     |
| 가을 당신의 하늘 저 멀리 (秋のあなたの空遠く)                                                                 | lily white | 2014년 11월 26일 | 3                |          | lily white 3rd Single / 《러브 라이브! 스쿨 아이돌 페스티벌》 일본 유저 수 300만 돌파 기념 콜라보 싱글    |
| 겨울이 준 예감 (冬がくれた予感)                                                                               | BiBi | 2014년 12월 24일 | 2                | JP: Gold | BiBi의 3rd Single / 《러브 라이브! 스쿨 아이돌 페스티벌》 일본 유저 수 300만 돌파 기념 콜라보 싱글        |
| 미는 μ’sic의 미 (ミはμ’sicのミ)                                                                               | μ’s | 2015년 4월 22일  | 5                |          | 진격 G's 매거진 콜라보레이션 독자 참여형 연동 기획 음반                                                   |
| MUSEUM에서 뭘 하고 싶어?(MUSEUMでどうしたい?)                                                                 | Printemps | 2015년 5월 23일  | —                |          | |
| 바다선녀 마음으로 사랑 궁전 (乙姫心で恋宮殿)                                                                  | lily white | 2015년 5월 23일  | —                |          | |
| 최저이자 최고의 Paradiso (最低で最高のParadiso)                                                               | BiBi | 2015년 5월 23일  | —                |          | |
| Angelic Angel/Hello, 별을 세며 (Hello,星を数えて)                                                             | μ’s/호시조라 린 (이이다 리호), 니시키노 마키 (Pile), 코이즈미 하나요 (쿠보 유리카) | 2015년 7월 1일   | 2                |          | 극장판 삽입곡                                                                                             |
| SUNNY DAY SONG/？←HEARTBEAT                                                                                   | μ’s/아야세 에리 (난죠 요시노), 토조 노조미 (쿠스다 아이나), 야자와 니코 (토쿠이 소라) | 2015년 7월 8일   | 2                |          | 극장판 삽입곡                                                                                             |
| 우리들은 하나의 빛 (僕たちはひとつの光)/Future style                                                          | μ’s/코사카 호노카 (닛타 에미), 미나미 코토리 (우치다 아야), 소노다 우미 (미모리 스즈코) | 2015년 7월 15일  | 2                |          | 극장판 삽입곡                                                                                             |
| HEART to HEART!                                                                                               | μ’s | 2015년 10월 28일 | 3                |          | 《러브 라이브! 스쿨 아이돌 페스티벌》 콜라보 싱글 2                                                       |
| WAO-WAO Powerful Day!                                                                                         | Printemps | 2015년 11월 25일 | 3                |          | Printemps 4th Single / 《러브 라이브! 스쿨 아이돌 페스티벌》 전세계 유저 수 2000만 돌파 기념 콜라보 싱글  |
| 추억 이상이 되고 싶어서 (思い出以上になりたくて)                                                              | lily white | 2015년 12월 23일 | 3                |          | lily white 4th Single / 《러브 라이브! 스쿨 아이돌 페스티벌》 전세계 유저 수 2000만 돌파 기념 콜라보 싱글 |
| 착각 CROSSROADS (錯覚CROSSROADS)                                                                              | BiBi | 2016년 1월 20일  | 2                |          | BiBi 4th Single / 《러브 라이브! 스쿨 아이돌 페스티벌》 전세계 유저 수 2000만 돌파 기념 콜라보 싱글       |
| MOMENT RING                                                                                                   | μ’s | 2016년 3월 2일   | 2                |          | μ’s Final Single                                                                                          |
| "—"는 차트에 오르지 못했다는 의미임.                                                                          | |                  |                  |          | |

| BD Volume | 제목                                            | 아티스트                                                 | 발매일           |
| 1기       | 1기                                             | 1기                                                      | 1기              |
| --------- | ----------------------------------------------- | -------------------------------------------------------- | ---------------- |
| 1         | 꿈 없는 꿈은 꿈이 아니야 (夢なき夢は夢じゃない) | 코사카 호노카(닛타 에미)                                 | 2013년 3월 22일  |
| 2         | Anemone heart                                   | 미나미 코토리(우치다 아야), 소노다 우미(미모리 스즈코)   | 2013년 4월 24일  |
| 3         | 줄넘기 (なわとび)                               | 코이즈미 하나요(쿠보 유리카)                             | 2013년 5월 28일  |
| 4         | Beat in Angel                                   | 호시조라 린(이이다 리호), 니시키노 마키(Pile)            | 2013년 6월 21일  |
| 5         | 니코다운♡여자의 길 (にこぷり♡女子道)            | 야자와 니코(토쿠이 소라)                                 | 2013년 7월 26일  |
| 6         | 유리의 화원 (硝子の花園)                        | 아야세 에리(난죠 요시노), 토죠 노조미(쿠스다 아이나)     | 2013년 8월 28일  |
| 7         | LONELIEST BABY                                  | μ’s                                                      | 2013년 9월 25일  |
| 전권      | 푹신푹신-오! (ぷわぷわーお！)                   | Printemps                                                | 2013년 9월 25일  |
| 2기       |                                                 |                                                          |                  |
| 1         | 행복으로 가는 SMILING! (シアワセ行きのSMILING!) | 코사카 호노카(닛타 에미)                                 | 2014년 6월 20일  |
| 2         | 치사해 Magnetic today (ずるいよMagnetic today)  | 니시키노 마키(Pile), 야자와 니코(토쿠이 소라)            | 2014년 7월 25일  |
| 3         | 빙그르르 MIRACLE (くるりんMIRACLE)              | 호시조라 린(이이다 리호)                                 | 2014년 8월 27일  |
| 4         | Storm in Lover                                  | 아야서 에리(난죠 요시노), 소노다 우미(미모리 스즈코)     | 2014년 9월 24일  |
| 5         | 만약으로부터 분명 (もしもからきっと)            | 토죠 노조미(쿠스다 아이나)                               | 2014년 10월 29일 |
| 6         | 좋아하지만 좋아하나요? (好きですが好きですか？) | 미나미 코토리(우치다 아야), 코이즈미 하나요(쿠보 유리카) | 2014년 11월 21일 |
| 7         | 그리고 마지막 페이지는 (そして最後のページには) | μ’s                                                      | 2014년 12월 25일 |
| 전권      | CheerDay CheerGirl!                             | Printemps                                                | 2014년 12월 25일 |
| 전권      | 같은 별이 보고 싶어 (同じ星が見たい)            | lily white                                               | 2014년 12월 25일 |
| 전권      | Silent tonight                                  | BiBi                                                     | 2014년 12월 25일 |
| 극장판    |                                                 |                                                          |                  |
| 1         | 이제부터 (これから)                             | μ’s                                                      | 2015년 12월 15일 |

| 제목                                           | 아티스트                                | 발매일           | 오리콘 최고 기록 | 수상     |
| ---------------------------------------------- | --------------------------------------- | ---------------- | ---------------- | -------- |
| 바다색 소녀에게 매료되어(海色少女に魅せられて) | 소노다 우미(미모리 스즈코)              | 2011년 11월 23일 | 97               |          |
| 코토리 Lovin' you (ことりLovin' you)           | 미나미 코토리(우치다 아야)              | 2011년 12월 14일 | 109              |          |
| 아련하게 호노카색! (ほんのり穂乃果色！)        | 코사카 호노카(닛타 에미)                | 2012년 1월 25일  | 90               |          |
| μ's Best Album Best Live! Collection           | μ's                                     | 2013년 1월 9일   | 12               | JP: Gold |
| Notes of School Idol Days                      | μ's, A-RISE, 후지사와 요시아키          | 2013년 4월 10일  | 10               |          |
| orange cheers!                                 | 코사카 호노카(닛타 에미)                | 2014년 4월 2일   | 44               |          |
| 아이스 블루의 순간(アイス・ブルーの瞬間)       | 아야세 에리(난죠 요시노)                | 2014년 4월 2일   | 28               |          |
| 순백의 로맨스(純白ロマンス)                    | 미나미 코토리(우치다 아야)              | 2014년 4월 2일   | 37               |          |
| 푸른 신화(蒼の神話)                            | 소노다 우미(미모리 스즈코)              | 2014년 4월 2일   | 41               |          |
| Ring a yellow bell                             | 호시조라 린(이이다 리호)                | 2014년 4월 2일   | 53               |          |
| SCARLET PRINCESS                               | 니시키노 마키 (Pile)                    | 2014년 4월 2일   | 31               |          |
| 바이올렛 문(バイオレットムーン)                | 토죠 노조미(쿠스다 아이나)              | 2014년 4월 2일   | 59               |          |
| 여린 잎의 Season(若草のSeason)                 | 코이즈미 하나요(쿠보 유리카)            | 2014년 4월 2일   | 52               |          |
| 분홍빛♡미소(ももいろ♡えがお)                   | 야자와 니코(토쿠이 소라)                | 2014년 4월 2일   | 47               |          |
| Solo Live! collection Memorial BOX II          | μ’s                                     | 2014년 4월 2일   | 8                |          |
| Notes of School Idol Days: Glory               | μ's, A-RISE, 후지사와 요시아키          | 2014년 8월 27일  | 7                |          |
| Love Live! 1st Season Compilation Album        | μ’s                                     | 2015년 4월 28일  | —                |          |
| Love Live! 2nd Season Compilation Album        | μ’s                                     | 2015년 4월 28일  | —                |          |
| μ's Best Album Best Live! Collection II        | μ’s                                     | 2015년 5월 27일  | 1                | JP: Gold |
| Notes of School Idol Days: Curtain Call        | μ’s, 타카야마 미나미, 후지사와 요시아키 | 2015년 8월 25일  | 4                |          |

| 제목                                         | 아티스트 | 발매일                                            | 형식   | 오리콘 최고 기록 |
| -------------------------------------------- | -------- | ------------------------------------------------- | ------ | ---------------- |
| μ’s First LoveLive!                          | μ’s      | 2012년 11월 21일                                  | BD/DVD | 206 (DVD)        |
| μ’s New Year LoveLive! 2013                  | μ’s      | 2013년 4월 24일, 2013년 6월 21일, 2013년 8월 28일 | BD/DVD | -                |
| μ’s 3rd Anniversary LoveLive!                | μ’s      | 2013년 12월 25일                                  | BD/DVD | 49 (DVD) 3 (BD)  |
| μ’s→Next LoveLive! 2014 ~ENDLESS PARADE~     | μ’s      | 2014년 7월 23일                                   | BD/DVD | 7 (DVD) - (BD)   |
| μ’s Go→Go! LoveLive! 2015 ~Dream Sensation!~ | μ’s      | 2015년 9월 30일                                   | BD/DVD |                  |
| μ’s Live Collection                          | μ’s      | 2016년 8월 26일                                   | BD/DVD |                  |
| μ’s FINAL LOVELIVE! ~μ'sic forever~          | μ’s      | 2016년 9월 28일                                   | BD/DVD |                  |

| 제목 | 아티스트                                                                         | 발매일           | 오리콘 최고 기록 |
| --- | -------------------------------------------------------------------------------- | ---------------- | ---------------- |
| 라디오 CD 러브라이브! μ’s 홍보부 ~니코린파나~ Vol.1 (ラジオCD ラブライブ!μ’s広報部～にこりんぱな～ Vol.1) | 호시조라 린(이이다 리호), 코이즈미 하나요(쿠보 유리카), 야자와 니코(토쿠이 소라) | 2013년 7월 3일   |                  |
| 라디오 CD 러브라이브! μ’s 홍보부 ~니코린파나~ Vol.2 (ラジオCD ラブライブ!μ’s広報部～にこりんぱな～ Vol.2) | 호시조라 린(이이다 리호), 코이즈미 하나요(쿠보 유리카), 야자와 니코(토쿠이 소라) | 2014년 1월 22일  |                  |
| 라디오 CD 러브라이브! μ’s 홍보부 ~니코린파나~ Vol.3 (ラジオCD ラブライブ!μ’s広報部～にこりんぱな～ Vol.3) | 호시조라 린(이이다 리호), 코이즈미 하나요(쿠보 유리카), 야자와 니코(토쿠이 소라) | 2014년 11월 25일 |                  |
| 라디오 CD 러브라이브! μ’s 홍보부 ~니코린파나~ Vol.4 (ラジオCD ラブライブ!μ’s広報部～にこりんぱな～ Vol.4) | 호시조라 린(이이다 리호), 코이즈미 하나요(쿠보 유리카), 야자와 니코(토쿠이 소라) | 2015년 2월 25일  |                  |
| 라디오 CD 러브라이브! μ’s 홍보부 ~니코린파나~ Vol.5 (ラジオCD ラブライブ!μ’s広報部～にこりんぱな～ Vol.5) | 호시조라 린(이이다 리호), 코이즈미 하나요(쿠보 유리카), 야자와 니코(토쿠이 소라) | 2015년 8월 26일  |                  |
| 라디오 CD 러브라이브! μ’s 홍보부 ~니코린파나~ Vol.6 (ラジオCD ラブライブ!μ’s広報部～にこりんぱな～ Vol.6) | 호시조라 린(이이다 리호), 코이즈미 하나요(쿠보 유리카), 야자와 니코(토쿠이 소라) | 2016년 4월 27일  |                  |
| 라디오 CD 러브라이브! μ’s 홍보부 ~니코린파나~ Vol.7 (ラジオCD ラブライブ!μ’s広報部～にこりんぱな～ Vol.7) | 호시조라 린(이이다 리호), 코이즈미 하나요(쿠보 유리카), 야자와 니코(토쿠이 소라) | 2016년 7월 27일  |                  |

### Aqours
| 너의 마음은 빛나고 있니? (君のこころは輝いてるかい?)                                                  | Aqours | 2015년 10월 7일  | 3 | JP: Gold | Aqours Debut Single                               |
| 사랑이 되고 싶은 AQUARIUM(恋になりたいAQUARIUM)                                                       | Aqours | 2016년 4월 27일  | 3 | JP: Gold | Aqours 2nd Single                                 |
| 원기전개 DAY！DAY！DAY！(元気全開DAY!DAY!DAY!)                                                        | CYaRon! | 2016년 5월 11일  |   |          | CYaRon! Debut Single                              |
| 토리코리코 PLEASE!! (トリコリコPLEASE！！)                                                            | AZALEA | 2016년 5월 25일  |   |          | AZALEA Debut Single                               |
| Strawberry Trapper                                                                                    | Guilty Kiss | 2016년 6월 8일   |   |          | Guilty Kiss Debut Single                          |
| 푸른 하늘 Jumping Heart (青空Jumping Heart)                                                           | Aqours | 2016 7월 20일    | 4 |          | TVA 1기 오프닝                                    |
| 꿈을 이야기하기보다 꿈을 노래하자 (ユメ語るよりユメ歌おう)                                            | Aqours | 2016년 8월 24일  |   |          | TVA 1기 엔딩                                      |
| 결정했어 Hand in Hand/정말로 좋아한다면 괜찮아! (決めたよHand in Hand/ダイスキだったらダイジョウブ！) | 타카미 치카(이나미 안쥬), 사쿠라우치 리코(아이다 리카코), 와타나베 요우(사이토 슈카) | 2016년 8월 3일   |   |          | TVA 1기 삽입곡                                    |
| 꿈으로 밤하늘을 비추고 싶어/미숙 DREAMER (夢で夜空を照らしたい/未熟DREAMER)                           | 타카미 치카(이나미 안쥬), 사쿠라우치 리코(아이다 리카코), 와타나베 요우(사이토 슈카), 츠시마 요시코(코바야시 아이카), 쿠니키다 하나마루(타카츠키 카나코), 쿠로사와 루비(후리하타 아이)/Aqours                                                         | 2016년 9월 14일  |   |          | TVA 1기 삽입곡                                    |
| 마음이여 하나가 되어라/MIRAI TICKET (想いよひとつになれ/MIRAI TICKET)                                 | 타카미 치카(이나미 안쥬), 마츠우라 카난(스와 나나카), 쿠로사와 다이아(코미야 아리사), 와타나베 요우(사이토 슈카), 츠시마 요시코(코바야시 아이카), 쿠니키다 하나마루(타카츠키 카나코), 오하라 마리(스즈키 아이나), 쿠로사와 루비(후리하타 아이)/Aqours | 2016년 11월 9일  |   |          | TVA 1기 삽입곡                                    |
| 징글벨이 멈추지 않아 (ジングルベルがとまらない)                                                       | Aqours | 2016년 11월 23일 |   |          | 《러브 라이브! 스쿨 아이돌 페스티벌》 콜라보 싱글 |
| HAPPY PARTY TRAIN                                                                                     | Aqours | 2017년 4월 5일   |   |          | Aqours 3rd Single                                 |
| 가까운 미래에 해피엔드 (近未来ハッピーエンド)                                                         | CYaRon! | 2017년 5월 10일  |   |          | CYaRon! 2nd Single                                |
| GALAXY HidE and SeeK                                                                                  | AZALEA | 2017년 5월 31일  |   |          | AZALEA 2nd Single                                 |
| 부서지기 쉬운 사랑 (コワレヤスキ)                                                                     | Guilty Kiss | 2017년 6월 21일  |   |          | Guilty Kiss 2nd Single                            |
| 러브라이브! 선샤인!! 듀오트리오 콜렉션 CD VOL.1 SUMMER VACATION                                       | Aqours | 2017년 8월 2일   |   |          | 듀오&트리오 싱글 1                                |
| 미래의 우리들은 알고 있어 (未来の僕らは知ってるよ)                                                    | Aqours | 2017년 10월 25일 |   | JP: Gold | TVA 2기 오프닝                                    |
| 용기는 어디에? 너의 가슴에! (勇気はどこに？君の胸に！)                                                | Aqours | 2017년 11월 15일 |   |          | TVA 2기 엔딩                                      |
| MY무희☆TONIGHT/MIRACLE WAVE (MY舞☆TONIGHT/MIRACLE WAVE)                                               | Aqours | 2017년 11월 29일 |   |          | TVA 2기 삽입곡 싱글                               |
| Awaken the power                                                                                      | Saint Aqours Snow | 2017년 12월 20일 |   | JP: Gold | TVA 2기 삽입곡 싱글                               |
| WATER BLUE NEW WORLD/WONDERFUL STORIES                                                                | Aqours | 2018년 1월 17일  |   |          | TVA 2기 삽입곡 싱글                               |
| "—"은 차트에 오르지 못했다는 의미임.                                                                  | |                  |   |          |                                                   |

## 인터넷 밈

### 니코니코니
《러브 라이브!》의 등장인물 중 야자와 니코가 자신을 표현할 때 "니코니코니~"라고 스스로의 이름을 이용한 장난스러운 대사를 하는 TV 애니메이션의 한 장면이 한국어 사용자들로부터 페이스북에 올려지면서, 대한민국의 누리꾼들이 이를 따라해 촬영한 동영상을 올리는 유행이 일어난 바 있다. 이 무렵, 일부 언론사에서 나온 기사에선 "니코니코니"의 의미를 "일본은 위대하다"라고 왜곡시켜 인터넷에 퍼트렸다. 그러나 "니코니코니"의 의미는 야자와 니코라는 캐릭터의 이름과 일본어에서 싱글벙글을 뜻하는 니코니코의 의태어가 발음이 같다는 점을 이용한 단순한 언어 유희로 일본을 찬양하는 의미가 아니다. (정확히 따지자면 찬양한다는 의미를 담은 것은 '닛코우(にっこう)'. 즉, 사실상 "니코니코니"는 "일본은 위대하다"라는 식의 찬양 문구가 아닌 말장난 혹은 일종의 캐릭터의 슬로건이자 아이덴티티, 상징대사라고 봐야 한다.

### 광고
2015년 6월 29일에 서울역 5, 6번 출구와 학여울역에 야자와 니코의 생일(7월 22일)을 축하하는 광고가 게시되었다. 니코니코단이 서울역에 있는 광고를 게시했으며, 오타쿠들이 조용히 성지 순례를 하고 있다. 이러한 현상을 조선일보는 "미래에 불안감이 큰 젊은 세대는 작은 취미에 투자를 하는 경향이 보인다"고 보도했다.